# Pont Nou sobre el riu Millars
El Pont Nou és un viaducte i monument catalogat de la N-340 que unix les poblacions d'Almassora i Vila-real.
El viaducte salva el riu Millars a la carretera N-340 al km 61,200 al seu pas pel municipi valencià d'Almassora, a la comarca de la Plana Alta (província de Castelló). El nom s'explica per la necessitat de distingir-lo del pont de Santa Quitèria, el qual va ser construït a la darreria del segle xiii.
El Pont Nou del Millars es pot veure com una frontissa simbòlica entre les comarques de la Plana Alta i la Plana Baixa.
El pont va ser catalogat com a bé d'interès cultural des del 2000, segons consta a la Direcció General de Patrimoni Artístic de la Generalitat Valenciana. L'àrea de protecció designada per tal de garantir la conservació d'aquest pont històric comprén terrenys situats a banda i banda d'aquest, incloent-hi les restes del castell d'Almassora i tocant el pont del ferrocarril, aigües avall.

## Descripció
El pont es va construir entre els anys 1784 i 1790 seguint el projecte i la direcció de l'arquitecte Bartomeu Ribelles Dalmau, sota les pautes del moviment academicista que cregui un nou classicisme basat en un disseny pur i una simplicitat de formes.
Té tretze arcs de nou metres i mig de llum i deu d'amplària i està fet tot amb carreus procedents de les pedreres de Borriol. Divideixen els trams diversos cubículs, que vora el camí esdevenen seients semicirculars, dels quals els de les vores mostren quatre làpides de marbre negre amb inscripcions al·lusives a les circumstàncies de la construcció. És un gran viaducte fabricat amb carreus, amb voltes de mig punt, timpà massís i tauler superior, amb ampits bancs per al descans. Té tres llums en forma d'arcs de mig punt, presentant una motllura que separa el mur que formen els ampits dels arcs i que recorre tot el pont. Té tretze arcs o obertures, de nou metres d'altura. Dels tallamars, quatre compten amb troneres i els restants agallonados, així com desguassos amb gàrgoles.
La decoració és molt sòbria i d'arrel estrictament clàssica, confiant en la mateixa bellesa de les estructures. Separant els arcs de l'ampit corre un motlura sobre mènsules. Quatre de les columnes sobreïxen com a tallants en forma de torrasses mentre que la resta arriben sols a mita altura acabats en forma de semicúpules agallonades.
El precedent arquitectònic més immediat és el pont de Segòvia de Madrid. El model degué fruir de prou acceptació entre els contemporanis, com ho demostra així mateix el disseny del pont de Molins de Rei (1765-1769).

### Inscripcions
En els extrems presenta unes làpides rectangulars de marbre en què es fa referència a la construcció. Cap a la dreta, pel costat que pertanyeria al terme de Vila-real, ve a dir:
"SIENDO SUPERINTENDENTE GENERAL / EL EXCELENTISIMO SEÑOR CONDE DE FLORIDA / BLANCA I SUBDELEGADO EL MUI ILUSTRE / SEÑOR MARQUES DE VALERA POR IDEA I / DIRECCION DE DON BARTOLOME / RIBELLES CONCLUIOSE AÑO 1790."
Mentre que a la part esquerra d'aquest mateix costat de Vila-real indica:
"EN LOS REINADOS DE CARLOS TERCERO / I CARLOS CUARTO; DEL SOBRANTE DE LA / RENTA DE OCHO POR CIENTO DE LA CIUDAD / DE VALENCIA CONTRIBUIENDO CON LA CON / DUCCION DE MATERIALES LOS VECIOS DE / CASTELLON, ALMASSORA, BORRIANA, BORRIOL / I VILLARREAL."
Per la seva banda, en el costat que pertany a Almassora, a la dreta ens informaria de:
“A FUNDAMENTIS FECERUNT / VALENTINA CIVITAS / ET VICINIORA QUINQUE OPIDA / CONFERENTES REGIO DECRETO / ILLA PECUNIAM PUBLICAM / HORUM INCOLAR PRIVATA AUXILIA.”
Mentre que a la part esquerra de l'esmentat costat almassorí tindríem:
“CAROLUS QUARTUS. / ADVERSUS ACUARUM IMPETUS / VIATORIBUS PRAESIDIUM / CARI PATRIS JUSU COEPTUM / ANNO MDCCXC.”

## Història
Al setembre de 1776, l'Ajuntament d'Almassora, va acordar reparar els ponts del terme, millorant les infraestructures viàries i reposar al temps, el pont que s'havia ensorrat a la rambla de la Viuda. Així, el 1784 es va posar la primera pedra de l'anomenat «Pont Nou».
El Pont Nou va ser testimoni silenciós d'un fet d'armes esdevingut el 9 de març de 1810, durant la Guerra del Francès, protagonitzat per la cavalleria del mariscal francès Suchet i els habitants de la zona (tant d'Almassora, Vila-real, com Castelló), que van ser vençuts mitjançant un ardit, consistent a simular la retirada de la cavalleria i posteriorment fer un fort contraatac, amb la qual van aconseguir vèncer les febles defenses i derrotant totalment després de la seva persecució per la partida de la Cossa fins a Castelló.
És per això que s'aixeca prop del pont, un monòlit que commemora l'acte heroic dels seus antecessors. El monòlit és obra de l'escultor Manuel Carrasco, i es troba rematat amb imatges i inscripció de bronze de l'escultor de Vila-real Josep Ortells, les quals es conserven, en l'actualitat, restaurades i dipositades a l'ajuntament. Aquest monument el van inaugurar el 9 de març de 1926, tot i que se'n havia prevista la inauguració anys abans, del que deixa constància els bronzes, que parlen del centenari.
Amb el transcurs dels anys s'han produït millores i remodelacions, així, amb el Pla de Modernització de Carreteres de 1952 a 1953, es va ampliar de manera molt respectuosa, dels set metres d'origen, als actuals setze metres i seixanta-cinc centímetres, obres que van finalitzar ja entrat 1954. Es va desmuntar-lo aigües avall i estenent-lo fins a l'amplària actual de 16,90 metres, atés que per damunt passava la N-340 i es preveia també el pas del troleibús que unia Vila-real amb la capital provincial, iniciat el 1955 i del que encara romanen algun dels pals de formigó de la catenària. L'ampliació es va fer amb voltes de formigó armat i es va tornar a restituir l'alçada. En l'actualitat el revestiment és d'aglomerat asfàltic.
Sota l'actual pont del ferrocarril, i molt a prop del Pont Nou, hi ha restes d'estructures de l'antic pont de ferro, que es va inaugurar el 21 de novembre de 1862.